# 420 (канабис култура)
Вижте пояснителната страница за други значения на 420.
420, 4:20 или 4/20 е кодов термин и жаргонен израз произлизащ от Северна Америка използван като начин за упоменаване употребата на канабис или за идентифициране с канабис културата. Терминът също така се използва за споменаване на пушене на марихуана в 4:20 (сутрин или вечер) и празнуването на субкултурен празник на марихуаната на 20 април всяка година.
Най-широко известната история за произхода на израза споменава група тийнейджъри от Сан Рафел, Калифорния през 1971 г., наричаща себе си Waldos, които в опитите си да открият изоставен терен, засят с канабис, решават да си уговорят срещи в 4:20 пред статуята на Луи Пастьор в двора на своята гимназия. Въпреки че многобройните им опити да открият посевите от канабис се провалят, изразът 4:20 Луи се запазва като популярен израз упоменаващ място и час за консумация на канабис сред учениците.
Поради последвалата огромна популярност на израза, 20 април се обособява като официален празник на канабис културата, ден за шествия и борба за легализация на употребата.
Изразът не спира да бъде изключително популярен, като интересен факт е, че през 2014 година щатът Колорадо решава да промени знака на междуградския път I-70, обозначаващ 420-а миля, с такъв, обозначаващ 419,99 миля, в опит да спре постоянните му кражби.